# Sinesie Jivanovici
Sinesie Jivanovici (în sârbocroată Sinesije Živanović, cu caractere chirilice: Синесије Живановић; n.  ?) a fost episcop al Episcopiei Aradului din 1751 până la moartea sa în 1768. În vremea respectivă Episcopia Aradului era subordonată Mitropoliei de Carloviț.

## Activitatea
Sinesie Jivanovici a ctitorit Mănăstirea „Sfântul Simion Stâlpnicul” din Arad-Gai și a efectuat o conscripție a credincioșilor ortodocși din zona Aradului.
În anul 1767 a încredințat lui Ștefan Tenețchi pictarea iconostasului Mănăstirii Gai. A murit un an mai târziu și a fost înmormântat în ctitoria sa de la Arad-Gai.